# 內格羅河 (南馬托格羅索州)
19°26′56″S 54°59′13″W / 19.44889°S 54.98694°W

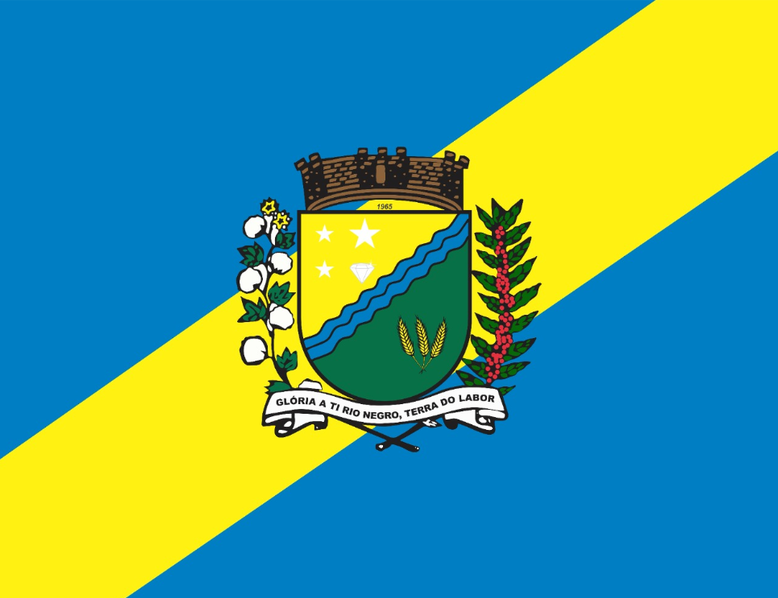
內格羅河的旗幟

內格羅河（葡萄牙語：Rio Negro），是巴西的城鎮，位於該國西部，由南馬托格羅索州負責管轄，始建於1964年3月18日，面積1,808平方公里，海拔高度279米，2010年人口5,036，人口密度每平方公里2.79人。